# 花城長茂

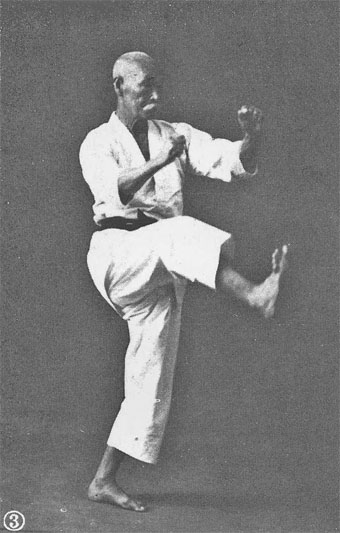
花城長茂

花城長茂（琉球語：／  ?；日语：／ Hanashiro Chōmo；1869年7月26日—1945年），是活躍於琉球國第二尚氏王朝末期和日本沖繩縣初期的唐手（空手道）武術家。他被譽為戰前空手大家之一，其最得意的唐手的型是「慈恩」（ジオン）。
花城長茂唐名明增盛，出生在琉球國首里邑的明氏花城家裡，父親是花城長康。花城家是尚德王之孫照屋親雲上長太的後裔，為首里士族。
花城長茂與本部朝勇、本部朝基、屋部憲通等人，都是唐手家糸洲安恒最早的弟子。花城長茂入門的時間不詳，唯知他大約在10歲時開始學習唐手。
1890年，花城應徵加入陸軍教導團。當時應徵者超過50人，但只有三人合格入選，這三人分別是花城長茂、屋部憲通和久手堅憲由，全都是糸洲安恒的門人。他們讓軍部和縣役所興起了唐手熱。此後參加了甲午戰爭和日俄戰爭。
1905年，花城長茂在沖繩縣立第一中學校（今首里高等學校）指導唐手。同年8月發表對組手研究的文章「空手組手」，這是「空手」這個名詞第一次出現。大約三十年後，船越義珍將「唐手」正式更名為「空手」。
1919年出任真和志村村長。1926年，與本部朝勇、摩文仁賢和、知花朝信等人一起參加了沖繩唐手俱樂部。1934年在安里指導空手道。1937年制定空手道的基本型。1945年在羽地村的仲尾次死去，享年76歲。